# (5869) Tanith
(5869) Tanith ist ein erdnaher Asteroid des Amor-Typs, der am 4. November 1988 von der amerikanischen Astronomin Carolyn Shoemaker am Palomar-Observatorium (IAU-Code 675) entdeckt wurde.
Der Himmelskörper wurde am 17. März 1995 nach der karthagischen Himmelsgöttin Tanit, Göttin der Fruchtbarkeit und Schutzgöttin von Karthago benannt, die von den Römern Caelestis genannt wurde.